# Theodorus van Ruijven
Theodorus van Ruijven CM (* 22. Mai 1938 in Rijswijk) ist ein niederländischer Geistlicher und emeritierter Apostolischer Vikar von Nekemte.

## Leben
Theodorus van Ruijven trat der Ordensgemeinschaft der Lazaristen bei, legte die Profess am 2. September 1957 ab und empfing am 19. März 1964 die Priesterweihe. 
Johannes Paul II. ernannte ihn am 9. Juli 1998 zum Apostolischen Präfekten von Jimma-Bonga. Papst Benedikt XVI. ernannte ihn am 23. Juli 2009 zum Titularbischof von Utimma und Apostolischen Vikar von Nekemte. Der Erzbischof von Addis Abeba, Berhaneyesus Demerew Souraphiel CM, weihte ihn am 30. August desselben Jahres zum Bischof; Mitkonsekratoren waren Abraham Desta, Apostolischer Vikar von Meki, und Musie Ghebreghiorghis OFMCap, Bischof von Emdeber.
Am 10. November 2013 nahm Papst Franziskus seinen altersbedingten Rücktritt an.